# Ломнитц, Лариса Адлер
Лариса Адлер-Ломнитц (Larissa Adler Lomnitz; 17 июня 1932, Париж — 13 апреля 2019) — мексиканско-чилийский социальный антрополог французского происхождения, специалист по анализу общественных сетей, пионер в этой области.
Доктор философии, эмерит-исследователь Национального автономного университета Мексики, профессор, иностранный член НАН США (2010) и Американского философского общества (2011). В 2006 году лауреат National Prize for Arts and Sciences (Mexico).

## Биография
Родилась во Франции в румынско-еврейской семье (её отец также был антропологом), которая вскоре перебралась в Колумбию, а после образования Государства Израиль присоединилась к кибуцному движению. В 1950 году вышла замуж за чилийского геофизика Синну Ломнитца, с которым проживали в Чили и США, где она получила степень бакалавра в Калифорнийском университете в Беркли.
С 1967 года была сотрудницей Центра ментального здоровья Чилийского университета. С 1973 года в Национальном автономном университете Мексики, в частности в его Центре технологических инноваций и Институте прикладной математики. Среди прочего, в этом университете она преподавала социологию города.
В 1974 году получила степень доктора философии в Ибероамериканском университете в Мехико, где также преподавала этнологию и экономическую антропологию.
Гуггенхаймовский стипендиат (1978).
Почётный доктор (Human Letters) Массачусетского университета.
Автор девяти книг, десятков статей. Среди её книг — Networks and Marginality, A Mexican Elite Family, Becoming a Scientist in Mexico, Chile’s Political Culture and Parties. Среди её основных тем — положение маргинализированных классов в латиноамериканских обществах.